# Kiriko Nananan
Kiriko Nananan (jap. 魚喃キリコ Nananan Kiriko) jest mangaką znaną z realistycznych prac josei. Jej pierwsza praca została umieszczona w Garo w 1993.

## Prace
- Water
- Blue
- Itaitashii LOVE
- Haruchin
- Dynia z majonezem (Kabocha to Mayonnaise)

(polskie wydanie: Hanami, 2008)
- Strawberry shortcakes
- Tanpenshû